# Noč' pered Roždestvom (film 1913)
Noč' pered Roždestvom (Ночь перед Рождеством) è un film del 1913 diretto da Władysław Starewicz, basato sul racconto La notte prima di Natale di Gogol', del 1832.

## Trama

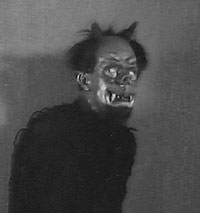
Ivan Mozžuchin in una scena del film

Vigilia di Natale in un piccolo borgo ucraino, seconda metà del XVIII secolo.
La strega Solocha, facendo capolino dal comignolo, evoca il demone maligno Čërt, che - accompagnando la strega mentre ella, a cavallo della sua scopa solca il freddo cielo notturno - ruba la luna. Si fa dunque buio pesto, e si alza una tormenta di neve, il che provoca diversi inconvenienti fra gli abitanti. Poi i due tornano a casa di lei.
Quando la tempesta si placa, e la luna sfugge ai rapitori e torna in cielo, una compagnia di allegri giovani si reca a casa del cosacco Čub, per prelevare sua figlia Oksana e condurla per le vie del paese a festeggiare in vivace processione la ricorrenza natalizia. Nella casa era già presente Vakula, figlio di Solocha e pretendente di Oksana. La ragazza, per celia, di fronte alle insistenze dell'amante gli dice che lo sposerà solo se le porterà le scarpe della zarina.
Solocha aveva molti spasimanti. Quando uno di essi, quella sera, bussa alla porta, la strega, prima di accoglierlo, vuole nascondere il diavolo Čërt, e lo rinchiude in un sacco. Ma dopo il primo spasimante ne arriva un secondo ed un terzo (il cosacco Čub), e ciascuno, a turno, finisce in un sacco.
Infine Vakula torna a casa, sconsolato per l'atteggiamento dell'amata. La madre esce (col suo quarto spasimante) e Vakula, notando tutti quei sacchi sul pavimento, decide di mettere ordine in casa ed esce con i pesanti fardelli, deciso a trasferirli nel suo laboratorio di fabbro. Ma, in seguito a vicissitudini varie, diversi sacchi finiscono abbandonati per strada, vengono ritrovati e da essi scaturiscono, fra la sorpresa degli astanti, i vari spasimanti. A Vakula rimane solo quello contenente Čërt.
Vakula realizza che il solo modo per esaudire il desiderio di Oksana sarebbe quello di mettersi in contatto con un diavolo. Dopo aver chiesto consiglio ad uno stregone locale, scopre che all'interno del sacco che sta portando c'è appunto un demonio. Si fa quindi portare da esso a San Pietroburgo: penetrato nella reggia, incontra nientedimeno che il principe Potëmkin, che gli consegna, detto-fatto, le scarpe della zarina.
Tornato al paese con le sovrane calzature, Vakula ottiene l'assenso al matrimonio da parte di Oksana, che d'altra parte gli confessa che l'avrebbe sposato in ogni caso.

## Produzione
In alcune scene il film abbina l'azione dal vero degli attori alla tecnica dell'animazione a passo uno, della quale il regista Władysław Starewicz è stato uno dei pionieri.
La pellicola consta di quattro bobine per una lunghezza complessiva di 1115 metri.

## Distribuzione
Noč' pered Roždestvom è uscito sugli schermi cinematografici russi il 26 dicembre 1913.
Il film è stato edito in DVD dalla Milestone Films: "Early Russian Cinema, volume 3: Starewicz's Fantasies".

## Accoglienza
Il redattore di Вестник кинематографии scrive, sul n° 24 della rivista (1913): "Alcune scene – come quelle implicanti Solocha, la cena dello stregone, e diverse altre – sono intrise del peculiare humour gogoliano, e sono accompagnate dalle incessanti risate del pubblico… Film di realizzazione eccellente, compresi i minuti dettagli che mettono bene in luce la realtà della vita ucraina."
D'altro canto, sul n° 2 di Кино-театр и жизнь (1913) si legge: " Noč' pered Roždestvom è un film ben scritto ed interpretato, non privo tuttavia di alcune manchevolezze in alcune scene. Fra tutti gli attori, che hanno fornito in generale una buona prova, è impossibile non citare il trucco e la recitazione di Mozžuchin nel ruolo del demone. Le scene del volo di Solocha sulla scopa o di quello di Vakula col demone non sono ineccepibili, ma lo spettacolare effetto del rimpicciolimento del demone è realizzato con perizia. Il film avrà successo in Russia, in quanto illustrazione per così dire vivente di un lavoro letterario ben noto al pubblico russo."